# Stereophyllum rigescens
Stereophyllum rigescens är en bladmossart som beskrevs av Brotherus 1894. Stereophyllum rigescens ingår i släktet Stereophyllum och familjen Stereophyllaceae. Inga underarter finns listade i Catalogue of Life.